# 尼科季姆 (罗托夫)
都主教尼科季姆（俄语：Митрополи́т Никоди́м）本名鲍里斯·格奥尔基耶维奇·罗托夫（Бори́с Гео́ргиевич Ро́тов）（1929年10月15日—1978年9月5日），是已故前俄罗斯正教会列宁格勒与诺夫哥罗德都主教（1963年10月9日－1978年9月5日在位），有资料显示他是苏联国家安全委员会潜伏在教会内部的特工。

## 生平
1929年10月15日，尼科季姆·格奥尔基耶维奇·罗托夫生于苏俄西南部梁赞州科拉布利诺区（今属俄联邦）的弗罗洛沃村。据传说，他是全联盟共产党（布尔什维克）梁赞地区委员会书记之子。而后来成为克鲁季茨与科洛姆纳都主教的尤韦纳利在《教会之魂》（«Человек Церкви»）一书中则写道，“（尼科季姆的）父亲格奥尔基是梁赞州国土局的一名工程师，从事测量工作”。
米特罗欣档案声称，苏联共产党势力在俄罗斯正教会内部渗透很深，而尼科季姆都主教正是苏联国家安全委员会（即克格勃）派遣潜伏在教会内部的特工，他的代号是阿达曼特（Адамант），他参与推动合一运动，试图整合罗马天主教会和世界基督教协会，其行动被认为是为苏联的进一步政治目的而服务的。他于1960年晋牧，时年仅31岁，是当时基督教世界最年轻的主教。1961年他被推举为莫斯科及全罗斯牧首公署对外联络部部长。1963年他被任命为列宁格勒与诺夫哥罗德都主教。1969年他率俄罗斯正教会代表团出席世界基督教协会坎特伯雷大会，力阻大会谴责苏联入侵捷克斯洛伐克，之后他就一直担任俄罗斯正教会驻世界基督教协会代表团团长。1975年在肯尼亚首都内罗毕召开的世界基督教协会第五次大会上他当选为该协会主席团的六位主席之一。
据说尼科季姆都主教参与了1960年代苏联与罗马教廷官员签订的一份秘密协议的谈判，协议规定苏联授权俄罗斯正教会参与第二次梵蒂冈大公会议，而作为回报，教廷同意不在会上谴责无神论的共产主义。
尼科季姆都主教于1978年出席在梵蒂冈城举行的教皇约翰·保罗一世的就职典礼期间因心脏病突发逝世。新教皇在他弥留之际为他做了祷告，而数周之后教皇也随之逝世。